# Quambalaria
Quambalaria — рід грибів. Назва вперше опублікована 2000 року.

## Класифікація
Згідно з базою MycoBank до роду Quambalaria відносять 6 офіційно визнаних видів:
- Quambalaria coyrecup
- Quambalaria cyanescens
- Quambalaria eucalypti
- Quambalaria pitereka
- Quambalaria pusilla
- Quambalaria simpsonii